# Jefferson Lerma
Jefferson Andrés Lerma Solís (ur. 25 października 1994 w El Cerrito) – kolumbijski piłkarz, występujący na pozycji defensywnego pomocnika w Crystal Palace oraz w reprezentacji Kolumbii. Srebrny medalista Copa América 2024. Uczestnik Mistrzostw Świata 2018 oraz Copa América 2019.